# Cophixalus petrophilus
Espèce
Cophixalus petrophilus est une espèce d'amphibiens de la famille des Microhylidae.

## Répartition
Cette espèce est endémique du Queensland en Australie. Elle se rencontre dans le parc national du Cap-Melville.

## Description
Les mâles mesurent de 26,4 à 28,3 mm et les femelles de 31,2 à 31,8 mm.

## Publication originale
- Hoskins, 2013 : A new frog species (Microhylidae: Cophixalus) from boulder-pile habitat of Cape Melville, north-east Australia. Zootaxa, no 3722, p. 61-72 (texte intégral).